# مسجد سلیمیه نیکوزیا
مسجد سلیمیه نیکوزیا (به ترکی استانبولی: Selimiye Camiii) که در گذشته با عنوان کلیسای جامع آقا صوفیه(به یونانی: Καθεδρικός Αγίας Σοφίας) شناخته می‌شد. پس از حاکمیت عثمانی‌ها بر جزیره قبرس، به‌عنوان یک بنای عبادتی مخصوص مسلمانان در بخش تحت کنترل ترک‌ها موسوم به قبرس شمالی
به‌شمار می‌رود.

## نگارخانه

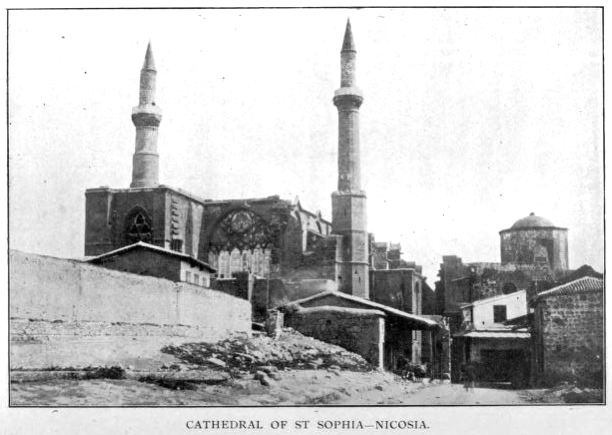
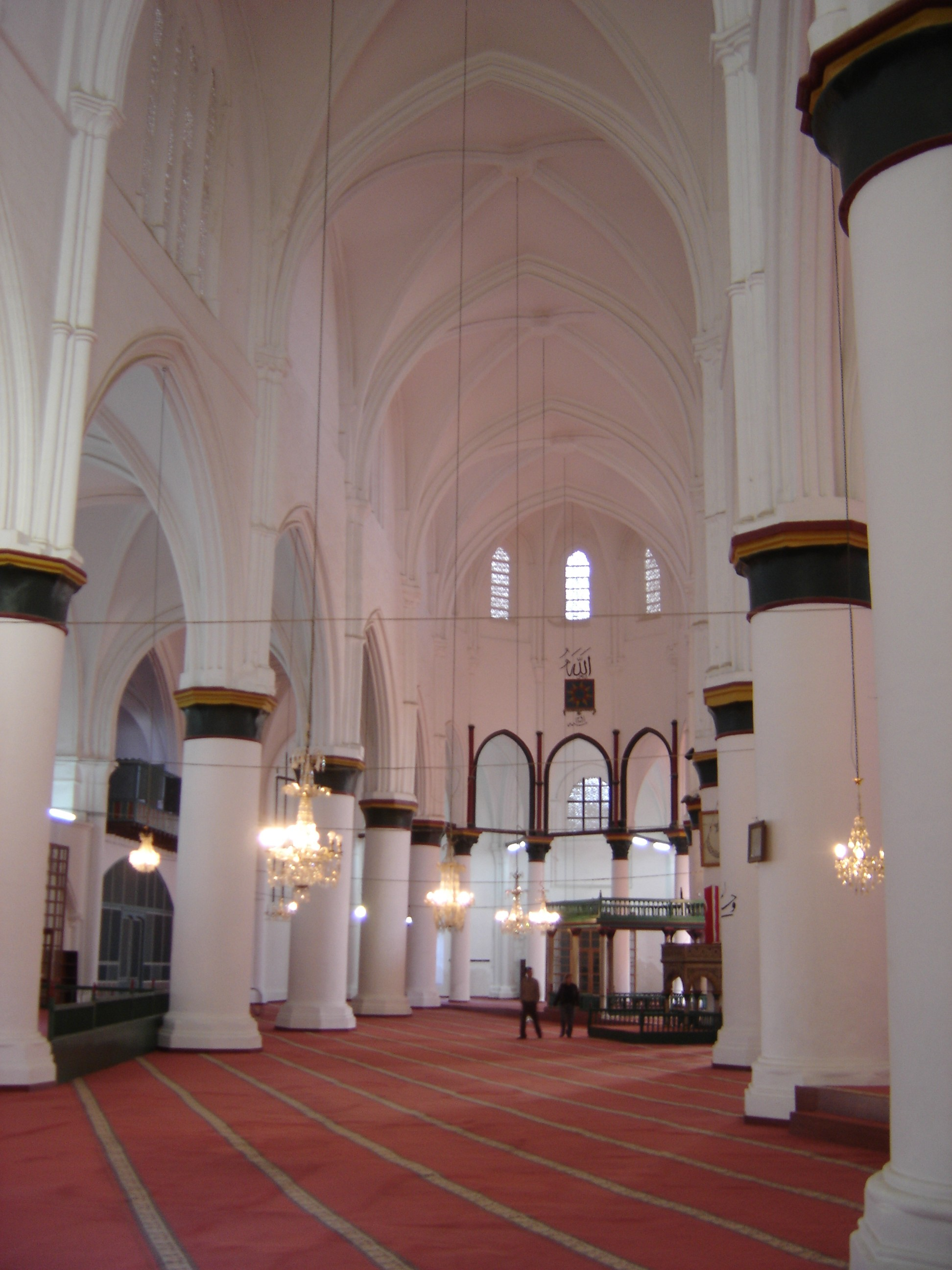
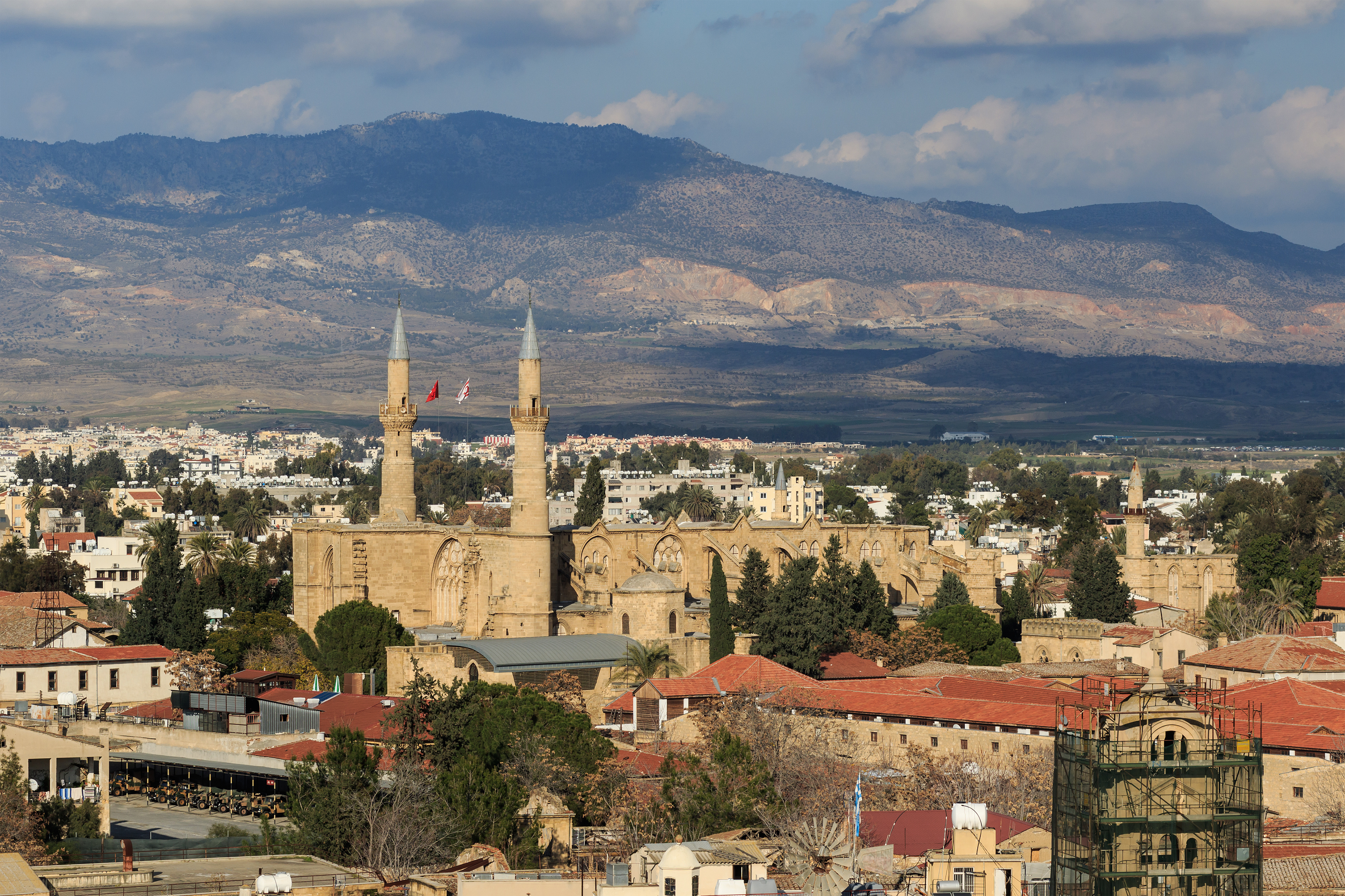
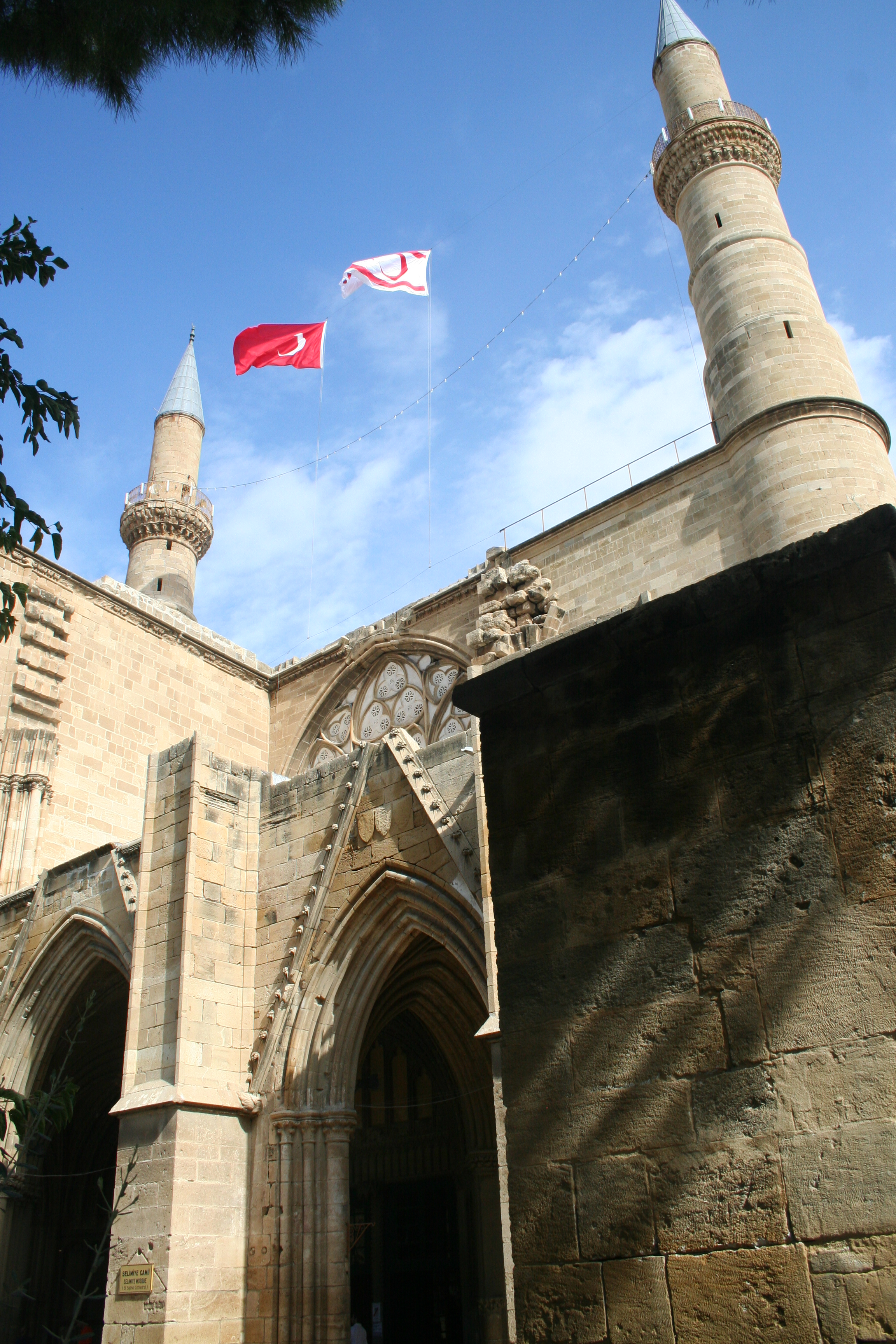
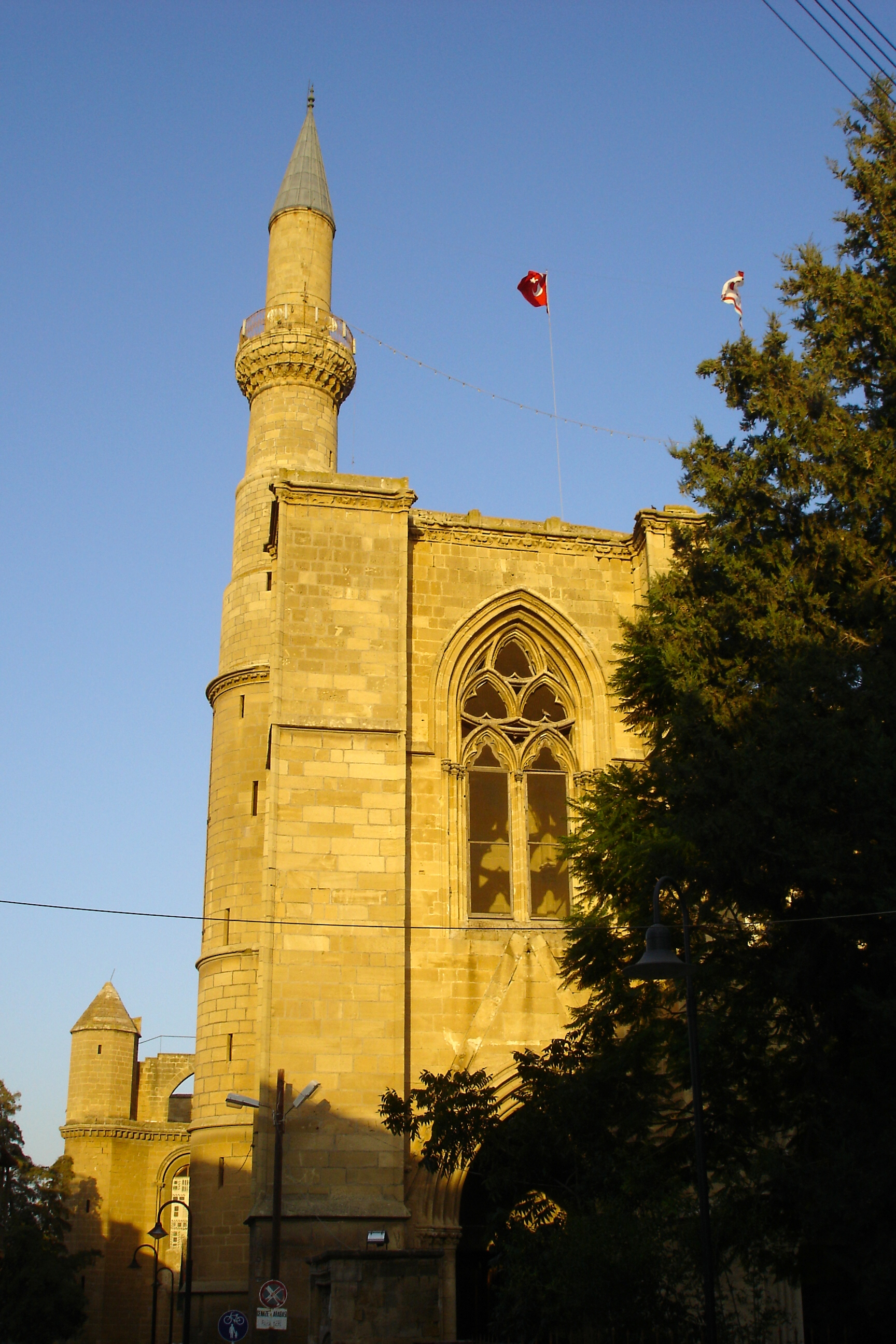
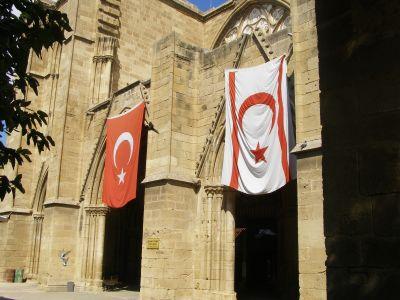
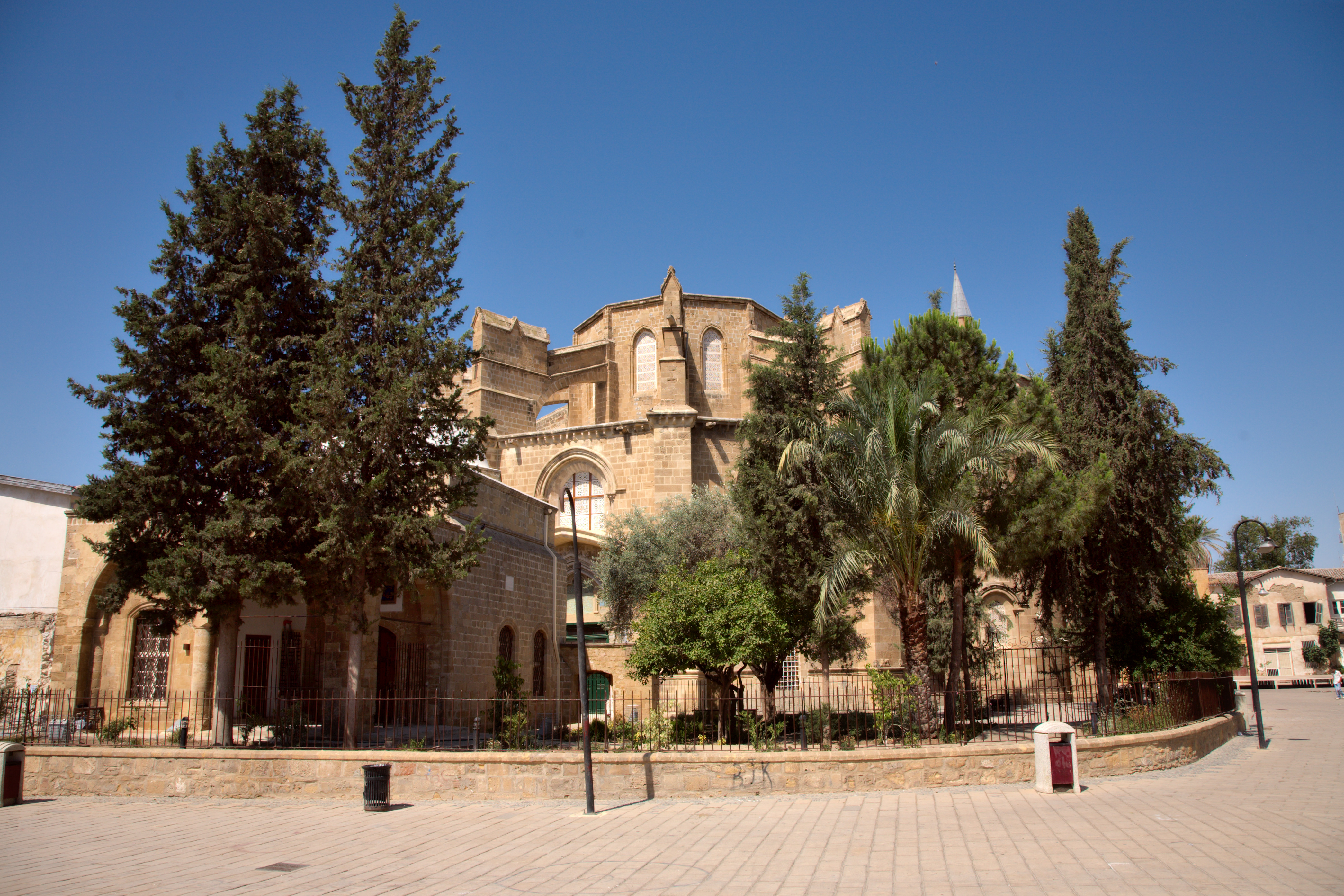
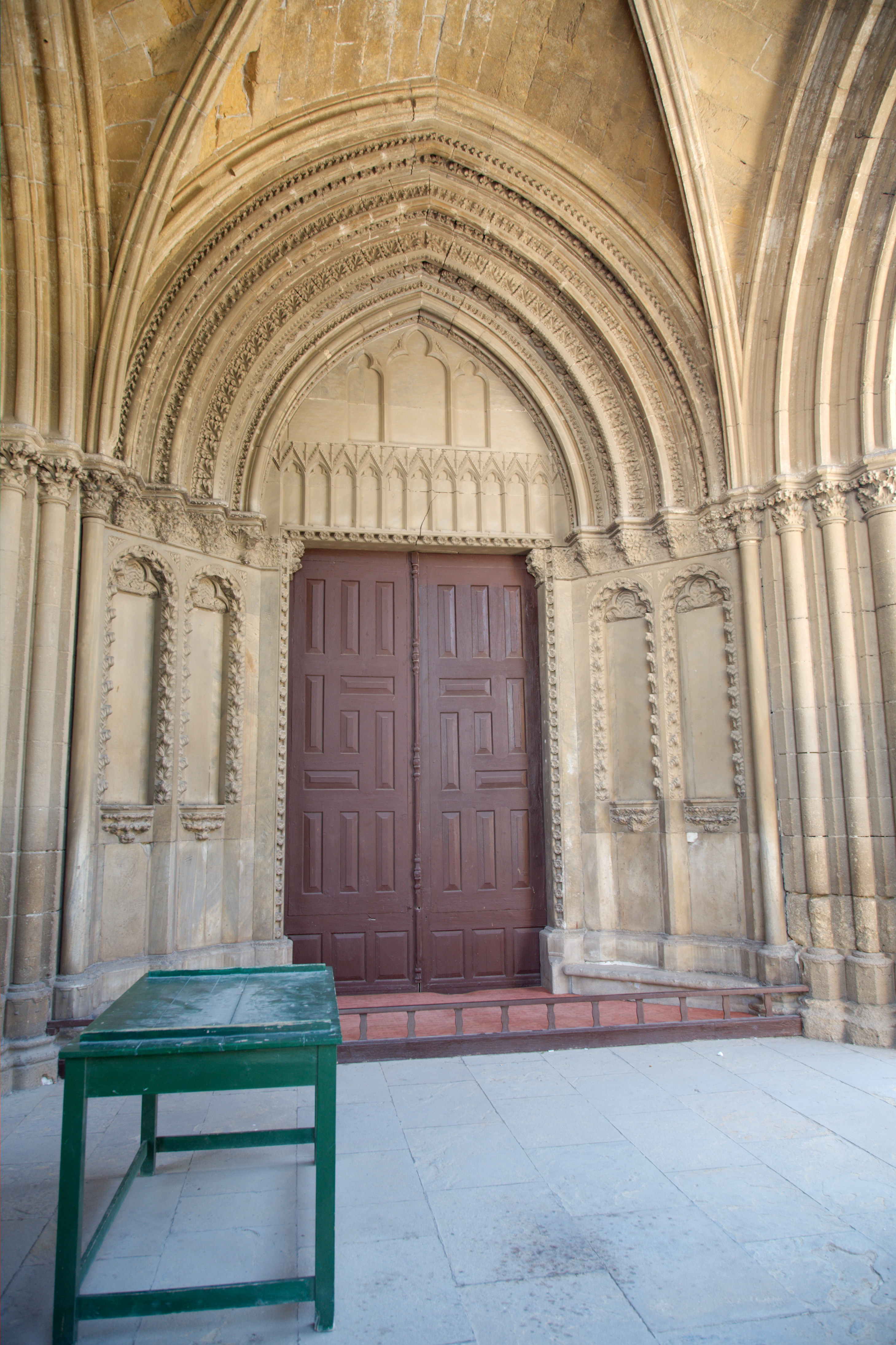
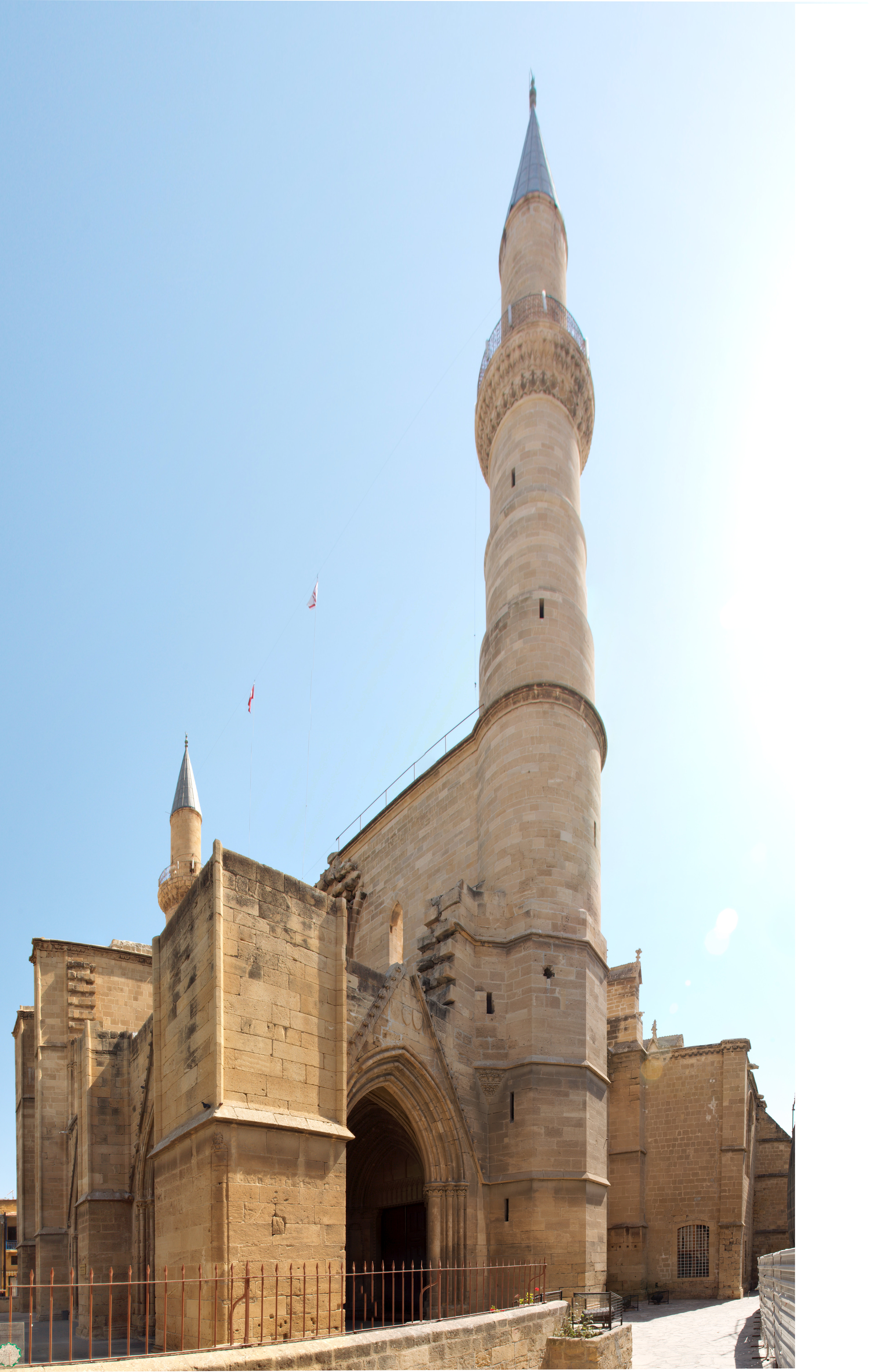
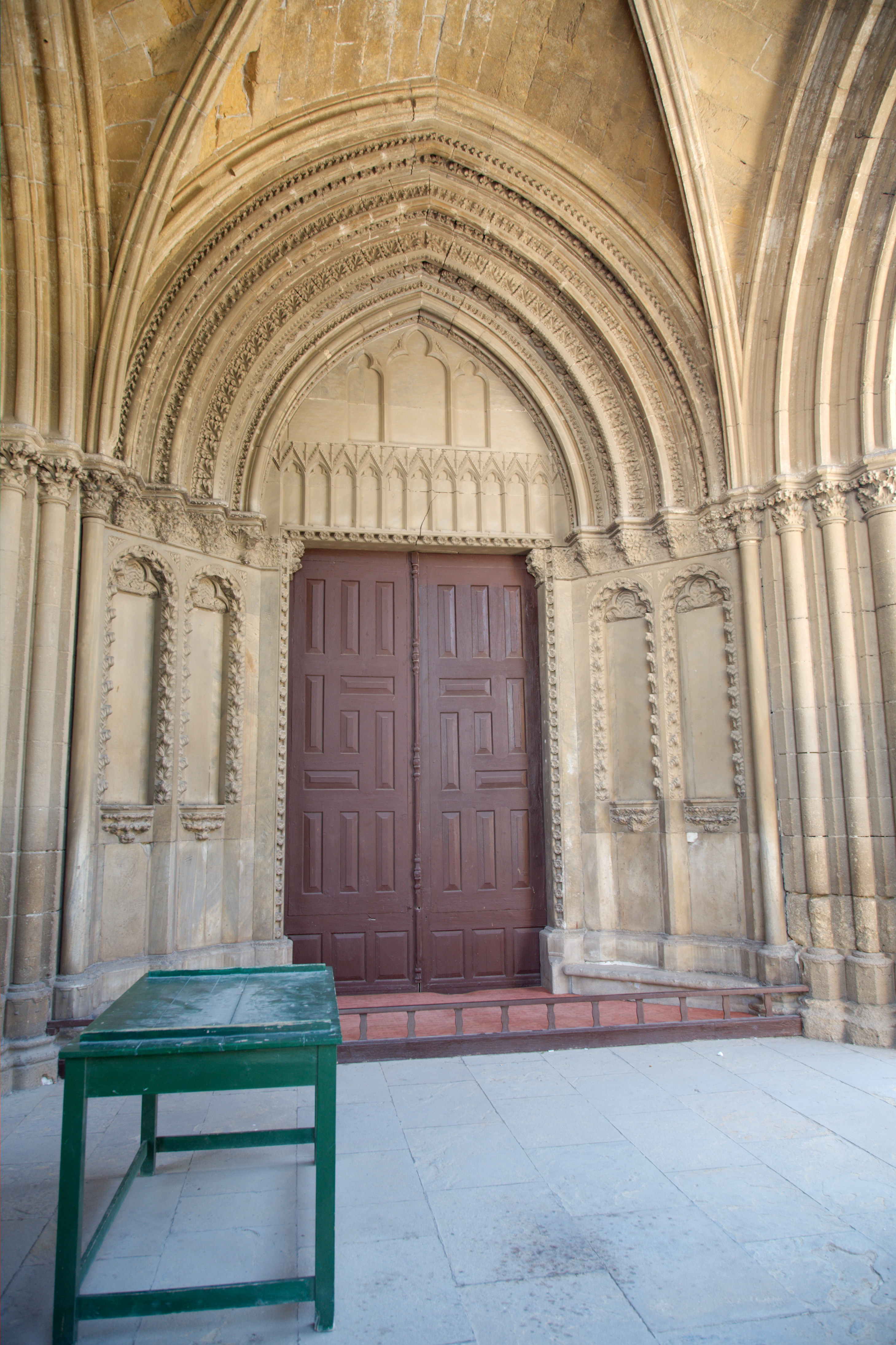